# Huse (dokumentarfilm)
 For alternative betydninger, se Huse (flertydig). (Se også artikler, som begynder med Huse)
Huse er en dansk dokumentarfilm fra 1967 instrueret af Helge Ernst.

## Handling
Filmen er et forsøg på at efterspore, hvordan de moderne arkitekter er med til at forme det danske hverdagsmiljø - i fortsættelse af de nationale byggetraditioner, som først og fremmest er bestemt af landets klima og de stedlige byggematerialer. Filmen anskuer derfor ikke arkitekturen som fremragende individuelle arkitekters enkeltværker, men skildrer husene, fabrikken, højskolen, lufthavnen, villaen, sommerhuset osv. som rammen om menneskers daglige liv og færden.